# Ann-Kathrin Bendixen
Ann-Kathrin Bendixen (geboren am 8. Dezember 1999 in Timmersiek), bekannt auch unter ihrem Pseudonym Affe auf Bike, ist eine deutsche Weltreisende, Influencerin und Autorin.

## Leben
Ann-Kathrin Bendixen machte im Frühjahr 2019 an der Siegfried-Lenz-Schule in Handewitt (Schleswig-Holstein) das Abitur. In ihrer Jugend spielte sie Fußball. Mit 18 Jahren erkrankte sie nach einer Knochen-Operation an einer Mukozele, die in einer Notoperation entfernt wurde. Geprägt durch die damit verbundenen Ängste kaufte sie sich ein Motorrad und begann im August 2019, die Welt zu bereisen. Von ihren Erlebnissen berichtet sie in den sozialen Medien. Das Pseudonym „Affe auf Bike“ wählte sie, weil sie wegen ihrer Segelohren in der Schule „Affe“ genannt wurde. Ihr im September 2021 veröffentlichtes Buch Bikergirl: Wie ich die Freiheit suchte und das Leben fand gelangte auf Platz 17 der Spiegel-Bestsellerliste. Des Weiteren schreibt sie für Websites und Magazine wie Motorrad & Reisen und arbeitet als Fotografin. Harley-Davidson stellte ihr 2022 ein auf einer RH975 Nightster basierendes Custombike zur Verfügung und ernannte sie zur Markenbotschafterin. Bis Juni 2025 war sie bereits in Europa, Westsahara, Südamerika, Australien, Thailand, Vietnam, den USA und in Kanada.
2023 nahm sie an der 3. Staffel der Reality-Spielshow 7 vs. Wild im Team mit der Wildtierfotografin Hannah Assil teil. Als eins von drei der anfangs sieben Teams bewältigten sie die 14 Tage ohne Probleme und gewannen so die Staffel. Bendixen nahm 2024 an der 17. Staffel der Tanzshow Let’s Dance teil und belegte den 4. Platz. Zusammen mit Gabriel Kelly war sie 2025 in einem Team bei der TV-Show Most Wanted – Wer entkommt?. Mit ihm hat sie zudem seit April 2025 den Podcast Schnack auf Achse.
Bendixen absolvierte erfolgreich 2025 den Radmarathon Race Across America im Team No Limits zusammen mit Joey Kelly, Fritz Meinecke, Flying Uwe, Sascha Huber, Otto Karasch, Survival Mattin und Luke Kelly innerhalb von 7 Tagen, 19 Stunden und 41 Minuten.

## Schriften (Auswahl)
- Bikergirl: Wie ich die Freiheit suchte und das Leben fand. riva Verlag, München 2021, ISBN 978-3-7423-1931-9.
- Allein um die Welt. Die beste Entscheidung meines Lebens. In: Brigitte. Starke Frauen - starke Storys. Gruner + Jahr, 6. Dezember 2021 (brigitte.de).
- Reisetagebuch Island – Unterwegs mit Affe auf Bike. In: Motorrad & Reisen. Touren- & Reiseberichte. Motorrad & Reisen Verlag GmbH, 2022 (motorradundreisen.de).

## Filmografie
- 2023: 7 vs. Wild (Staffel 3)
- 2024: Let’s Dance (Staffel 17)
- 2025: Most Wanted – Wer entkommt?